# 张文广
张文广（1914年—2010年11月27日），男，回族，河南通许人，中国武术家，北京体育大学教授，曾任中国武术协会顾问。